# HD 171856
HD 171856，又名BD-21 5076，SAO 187071、HR 6988，是一颗恒星，视星等为5.94，位于銀經12.31，銀緯-6.75，其B1900.0坐标为赤經18h 31m 55.1s，赤緯-21° -6.75′ 49″。